# Кириллов, Иван Степанович
Иван Степанович Кириллов (1887—1962) — московский врач-психиатр. 
Заслуженный врач РСФСР.

## Биография
И. С. Кириллов родился в поселке Высоково, Ковровского уезда, Владимирской губернии в семье мастера-каменщика. С 1903 г. по 1907 г. учился во Владимирской духовной семинарии, которую вместе со своим другом — Василием Павловичем Минорским (впоследствии известным математиком-педагогом, автором классического задачника по высшей математике) оставил по прошению после окончания 4-го класса и уехал поступать в Московский университет. Окончил медицинский факультет Московского Университета в 1912 году.
После окончания университета работал земским врачом. Участвовал в Гражданской войне с 1919 г. на стороне красных. Получил ранение в ногу. Военврач 2-го ранга.
Имеет научные труды, опубликованные в журналах по психиатрии 30-х годов. Некоторое время работал вместе с известным русским психиатром — Петром Борисовичем Ганнушкиным. Владел техникой гипноза.
И. С. Кириллов прежде всего был практикующим врачом-психиатром. Специалист по лечению депрессивных, алкогольных и маниакальных
психозов.
В разное время был главным врачом в 3-х наиболее привилегированных санаториях 20-х — 30-х годов: 1. санаторий им. Артёма (Сергеева) — усадьба Середниково, 2. санаторий «Карла Либкнехта» в Звенигородcком р-не (ныне Одинцовский р-н) — усадьба Введенское, 3. санаторий «Сокольники»
, где консультировал многих видных деятелей большевистской партии, культуры и искусства. В 1941 году возглавил психиатрическую клиническую больницу имени П. Б. Ганнушкина на Преображенской.
С 1954 года проживал в 3-х комнатной квартире в высотном доме на Котельнической набережной.
Похоронен на Введенском кладбище города Москвы.

### Семья
Жена — Елизавета Петровна Кириллова долгое время была секретарем директора московского Института философии, литературы и истории (ИФЛИ), который сначала был выделен из МГУ им. М. В. Ломоносова, а потом снова влился в философский факультет МГУ. Старший сын — Владимир Иванович Кириллов (1917—1943), погиб в феврале 1943 года под Сталинградом. Младший сын — Вячеслав Иванович Кириллов (1926—2013), закончил филологический факультет МГУ, доктор философских наук, профессор, был зав. кафедрой философии (в 1964—1976 и 1984—2008 гг.) в Московской государственной юридической академии им. О. Е. Кутафина.